# Podlesie (Rudno)
Podlesie – część wsi Rudno w Polsce położona w województwie lubelskim, w powiecie chełmskim, w gminie Żmudź.
W latach 1975–1998 Podlesie należało administracyjnie do województwa chełmskiego.